# Imidazolidyna
Imidazolidyna – heterocykliczny, organiczny związek chemiczny, całkowicie uwodorniona pochodna imidazolu. Częściowo uwodorniony imidazol to imidazolina.

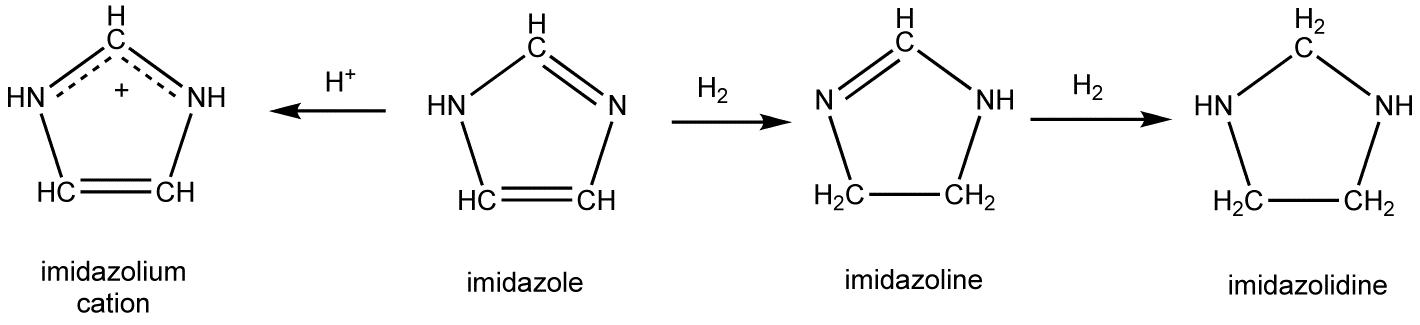
Porównanie budowy imidazolu, imidazoliny i imidazolidyny

## Pochodne imidazolidyny
Pochodne imidazolidyny są wykorzystywane w przemyśle jako środki lecznicze, suplementy diety i jako środki przeciwgrzybicze.

### Przykłady struktur zawierających pierścień imidazolidyny
- Witaminy
  - Biotyna (witamina H)
- Pochodne hydantoiny (imidazolidyno-2,4-dionu) wykorzystywane jako leki przeciwpadaczkowe
  - Fenytoina
  - Mefenytoina
  - Etotoina
  - Fosfenytoina
- Leki zwiotczające mięśnie szkieletowe
  - Dantrolen
- Pochodne 5-nitrofuranu (5-nitrofuaraldehydu) z aktywnością przeciwbakteryjną
  - Furazydyna (Furagina)
  - Nitrofurantoina
- Neuroleptyki (leki przeciwpsychotyczne)
  - Fluspirilen
- Inhibitory reduktazy aldozy (ARI) stosowane w leczeniu neuropatii cukrzycowej
  - Fidarestat
  - Imirestat
- Fungicydy
  - Iprodion
- Katalizatory Grubbsa II generacji